# Gonostoma
Gonostoma is een geslacht van straalvinnige vissen uit de familie van de borstelmondvissen (Gonostomatidae).

## Soorten
- Gonostoma atlanticum Norman, 1930
- Gonostoma denudatum Rafinesque, 1810
- Gonostoma elongatum Günther, 1878